# Percy Adlon
Paul Rudolf Parsifal „Percy“ Adlon (* 1. Juni 1935 in München; † 10. März 2024 in Los Angeles) war ein deutscher Film- und Fernsehregisseur, Autor und Produzent. Sein bekanntester Film ist Out of Rosenheim aus dem Jahr 1987.

## Leben

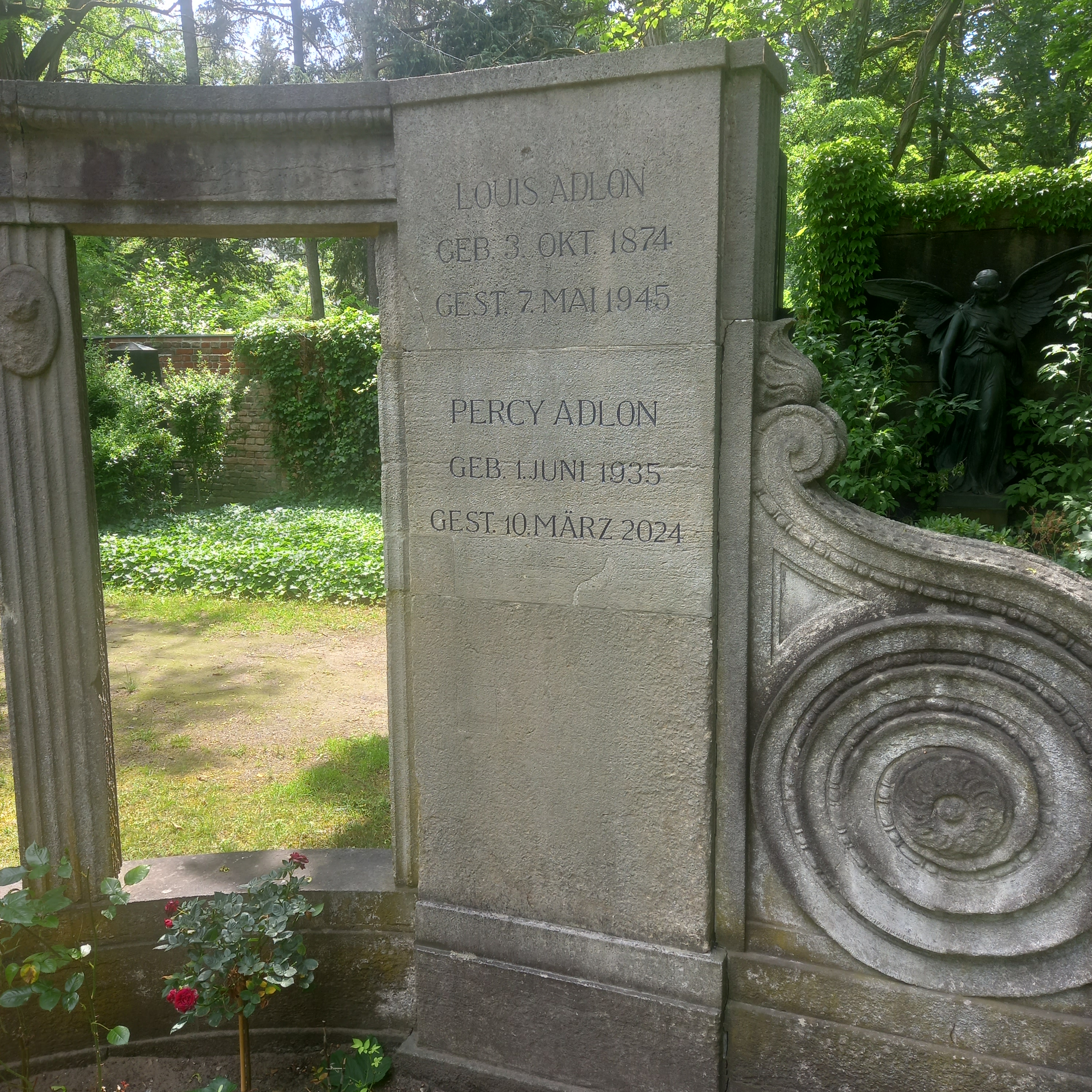
Das Grab von Percy Adlon im Familiengrab auf dem Alten Domfriedhof der St.-Hedwigs-Gemeinde in Berlin

Adlon wurde 1935 in München als unehelicher Sohn der aus der Berliner Hotelier-Familie Adlon stammenden Susanne Adlon (1904–1989) und des Operntenors Rudolf Laubenthal geboren. Er war ein Enkel des Hoteliers Louis Adlon und ein Halbbruder des 15 Jahre jüngeren Hörfunkmoderators Thomas Meyerhöfer.
Er wuchs in Ammerland am Starnberger See auf und studierte an der Ludwig-Maximilians-Universität München Theaterwissenschaften, Kunstgeschichte und Germanistik, gleichzeitig nahm er Gesangs- und Schauspielunterricht und war Mitglied einer studentischen Theatergruppe. 1958 startete er seine Karriere als Schauspieler und begann sich für das Medium Rundfunk zu interessieren. Er arbeitete als Sprecher und Herausgeber literarischer Beiträge sowie als Fernsehmoderator und Synchronsprecher und betätigte sich vor allem auch als Autor für den Bayerischen Rundfunk.
1970 drehte er seinen ersten Kurzfilm für das Bayerische Fernsehen. In der Folgezeit entstanden über 150 Dokumentarfilme über Kunst und gesellschaftliche Themen, viele davon für Unter unserem Himmel. Mit seinem ersten einstündigen Porträt Tomi Ungerers Landleben begann eine erfolgreiche Phase der Zusammenarbeit mit Benigna von Keyserlingk, die seine Produzentin für Dokumentar- und Spielfilme für das Fernsehen wurde.
Percy Adlon war verheiratet mit Eleonore Adlon, geborene Haus. Aus der Ehe gingen eine Tochter und ein Sohn hervor. 1978 gründeten er mit seiner Frau eine eigene Filmproduktionsfirma, die pelemele Film GmbH. Ihr erstes Projekt war das Doku-Drama Der Vormund und sein Dichter über den Schweizer Dichter und Schriftsteller Robert Walser, für das Percy Adlon für Buch und Regie sowie Rolf Illig für die Darstellung den Adolf-Grimme-Preis mit Gold erhielten. Ihr Film Céleste über Céleste Albaret, die Haushälterin und Vertraute von Marcel Proust, erregte 1981 in Cannes internationales Interesse. 1982 entstand Fünf letzte Tage über Sophie Scholl, ausgezeichnet mit dem mit 50.000 DM dotierten Regiepreis des Bayerischen Filmpreises, 1985 Zuckerbaby (Co-Autorin: Gwendolyn von Ambesser) mit Marianne Sägebrecht.
Mit Out of Rosenheim begann 1987 ihre Zusammenarbeit mit Dietrich von Watzdorf vom Bayerischen Rundfunk. Die Geschichte von Jasmin Münchgstettner und der Café- und Tankstellenbesitzerin Brenda wurde zu einem Symbol für Freundschaft und Wärme. Marianne Sägebrecht, die Adlon 1979 entdeckt hatte, avancierte zur Kultfigur, und der Titelsong Calling You von Bob Telson wurde ein Hit. Auch brachte ihm der Film Salmonberries mit der deutschen Schauspielerin Rosel Zech internationale Bekanntheit.
Ab 1989 lebten Percy und Eleonore Adlon in Pacific Palisades in Kalifornien. Dort arbeiteten sie gemeinsam mit ihrem Sohn Felix, dessen ersten Film Eat Your Heart Out sie 1997 mit ihrer in Amerika gegründeten Firma Leora Films produzierten. Felix Adlon spielte auch eine wichtige Rolle bei der Produktion ihres 1996 gedrehten Doku-Spielfilms In der glanzvollen Welt des Hotel Adlon (The Glamorous World of the Adlon Hotel).
1997 begann Adlon mit einer digitalen Kamera zu arbeiten. Er filmte damit unter anderem für ARTE eine dreistündige Dokumentation über den Zeichner Tomi Ungerer, einen Film zur Musik von Wolfgang Amadeus Mozarts Zauberflöte mit Bildern aus dem Berlin unserer Tage, 22 Kurzfilme, die auf unbekannten Stücken von Johann Strauss (Sohn) basieren, sowie einen 90-minütigen Film Mein München über seine vergangene und gegenwärtige Beziehung zu seiner Heimatstadt. 2001 stellte er seinen zehnten Spielfilm Hawaiian Gardens fertig, eine weitere bayerisch-kalifornische Geschichte mit André Eisermann und Valeria Hernandez in den Hauptrollen. Adlon glaubte, dass nur Filme, die ohne jedes kommerzielle Interesse entstehen, der Filmindustrie neue Anregungen liefern könnten. 2002 inszenierte Adlon an der Staatsoper Berlin Gaetano Donizettis komische Oper Der Liebestrank.
Percy und Eleonore Adlon wurden mit zahlreichen Preisen und Ehrungen ausgezeichnet, unter anderem der höchsten Auszeichnung in Rio de Janeiro für Out of Rosenheim und auf dem World Film Festival in Montreal für Salmonberries, zwei Césars, dem Ernst-Lubitsch-Preis, einem dänischen und einem schwedischen Academy Award, dem belgischen Prix Humanum, Preisen in Venedig, Chicago, Valladolid, Brüssel und Tokio sowie bayerischen und deutschen Filmpreisen.
Die Schauspielerinnen Gideon Adlon und Odessa A’zion sind seine Enkelinnen. Percy Adlon starb im März 2024 im Alter von 88 Jahren in Los Angeles.
Sein Urne ist im Familiengrab der Adlons auf dem Alten Domfriedhof St. Hedwig, Berlin, Liesenstraße beigesetzt. Sein schriftlicher Nachlass befindet sich im Archiv der Akademie der Künste in Berlin.

## Ehrungen
- Bundesverdienstkreuz 1. Klasse (26. Januar 1999)[7]
- Bayerischer Verdienstorden
- stimmberechtigtes Mitglied der Academy of Motion Picture Arts and Sciences

## Filmografie (Auswahl)
- 1971 – 1975: Mein Dorf – Kurzfilmreihe mit 6 Dorfportraits, im Auftrag des Bayerischen Rundfunks[8]
- 1973: Tomi Ungerers Landleben
- 1974: Vom Nimbus der Ferne: Leben und Meinungen eines deutschen Auswandereres auf Haiti
- 1975: Tacambaro. Der deutsche Komponist/Pianist Gerhart Muench in Mexiko
- 1976: Der Tänzer Heinz Bosl  – Ein Erinnerungsbild
- 1977: Taxifahrer, Produzent und Durchführung. 45-minütige Dokumentation des Bayerischen Rundfunks[9]
- 1978: Der Vormund und sein Dichter (Fernsehfilm im Auftrag des Bayerischen Rundfunks über Robert Walser), Regie, Drehbuch, Produzent
- 1980: Herr Kischott (Fernsehfilm), Regie
- 1980: Tim – Roller-Skater, Dokumentation eines Lebensgefühls, Regie (45-minütige Dokumentation)[10]
- 1981: Céleste, Regie, Drehbuch
- 1982: Fünf letzte Tage, Regie
- 1983: Die Schaukel, Regie, Drehbuch
- 1985: Zuckerbaby, Regie, Drehbuch
- 1986: Herschel und die Musik der Sterne (Fernsehfilm), Regie, Drehbuch
- 1987: Out of Rosenheim, Regie, Drehbuch, Produktion
- 1989: Babycakes (Fernsehfilm), Drehbuch
- 1989: Rosalie Goes Shopping, Regie, Drehbuch, Produzent
- 1990: So In Love (Video-Clip für k.d. lang im Rahmen des Projekts Red Hot + Blue, Video-Clip), Regie
- 1991: Salmonberries (auch: Percy Adlon's Salmonberries), Regie, Drehbuch
- 1993: Younger and Younger, Regie, Drehbuch, Produzent
- 1996: In der glanzvollen Welt des Hotel Adlon (Fernsehfilm), Regie
- 1996: The Whole Wide World, großzügige Unterstützung und Begleitung
- 1997: American Shrimps (Eat Your Heart Out), Produzent
- 1999: Die Straußkiste, Regie, Drehbuch, Kamera
- 2001: Hawaiian Gardens, Regie, Drehbuch
- 2001: Fritz Koenigs Kugel (auch: Koenigs Kugel – Der deutsche Bildhauer Fritz Koenig im Trümmerfeld von Ground Zero, Fernsehfilm), Regie
- 2007: Maasai Brothers aka Orbella’s People (Dokumentarfilm)
- 2010: Mahler auf der Couch, Regie, Drehbuch

## Auszeichnungen (Auswahl)
- 1979: Adolf-Grimme-Preis in Gold für Der Vormund und sein Dichter – Robert Walser
- 1982: Bayerischer Filmpreis für Fünf letzte Tage
- 1983: Bundesfilmpreis (Filmband in Silber) für Fünf letzte Tage
- 1987: Bayerischer Filmpreis an Percy und Eleonore Adlon in der Kategorie Drehbuch für Out of Rosenheim
- 1988: Filmband in Silber als Bester Spielfilm für Out of Rosenheim
- 1988: Ernst-Lubitsch-Preis für die Regie in Out of Rosenheim
- 1988: Gilde-Filmpreis in Gold für Out of Rosenheim
- 1989: César als Bester ausländischer Film für Out of Rosenheim
- 1989: Bester ausländischer Film des Syndicat Français de la Critique de Cinéma für Out of Rosenheim